# Palicsi Olimpiai Játékok

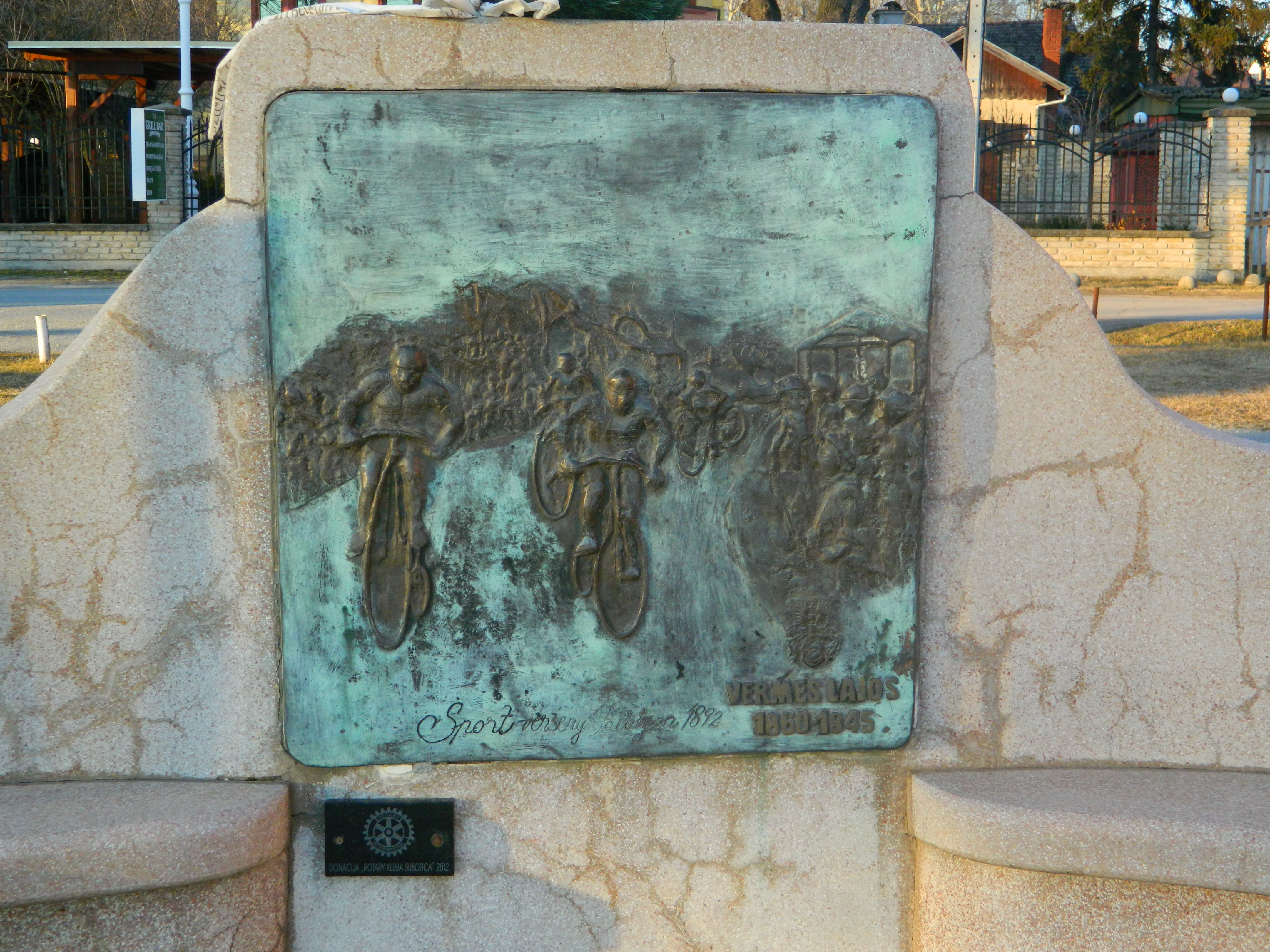
Palicsi Olimpiai Játékok emléktáblája Palicson

A játékok a Bács-Bodrog vármegyei Palicson 1880 és 1914 között kerültek megrendezésre.

## Története

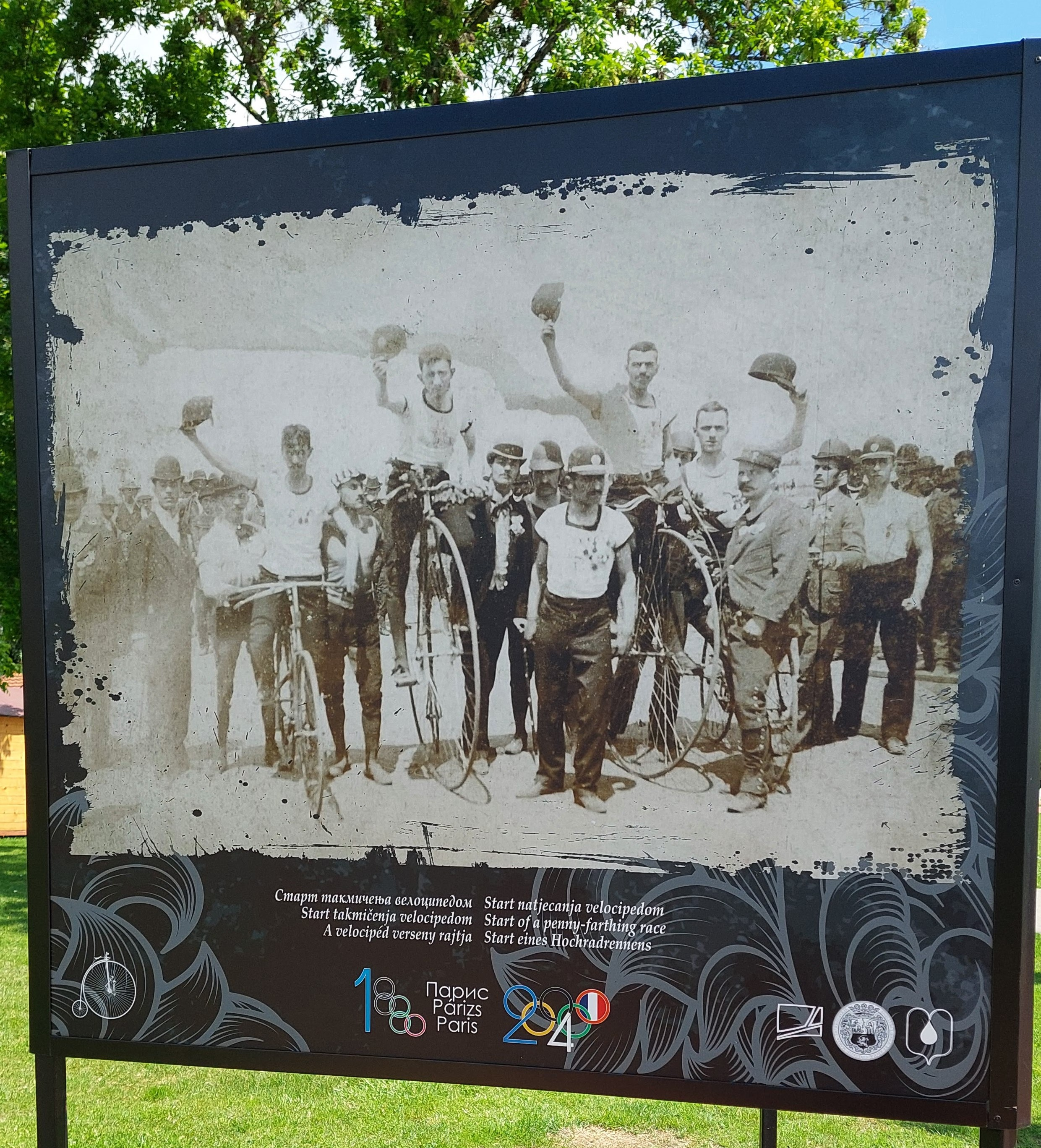
Fénykép a Vermes Lajos sétányon: A velocipéd verseny rajtja

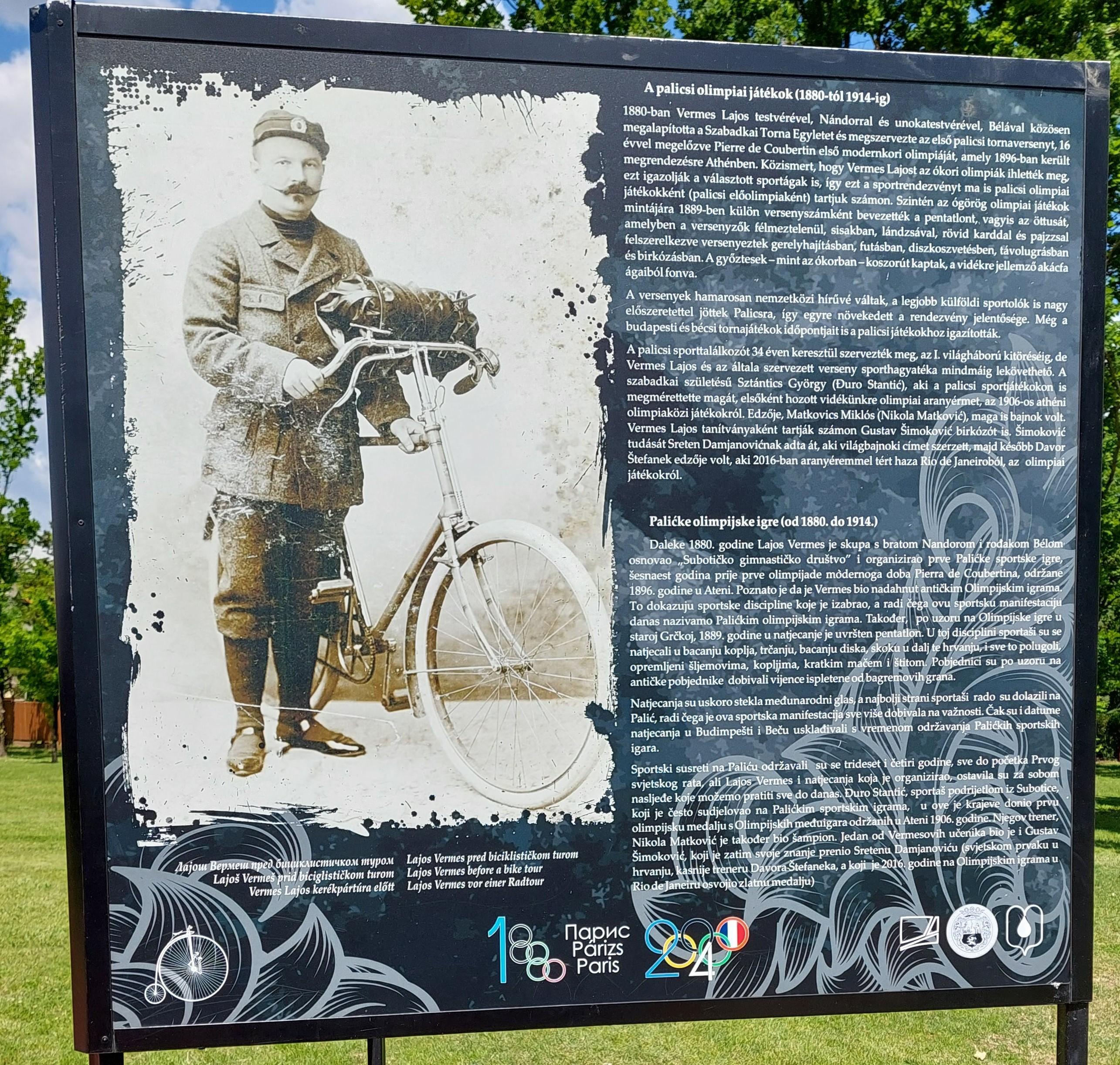
Fénykép a Vermes Lajos sétányon: Vermes Lajos kerékpártúra előtt

Az  Achilles Sportegylet 1878-ban tartotta első atlétikai versenyét. 1880 és 1914 között Vermes Lajos  kezdeményezésére rendszeresen szerveztek sportjátékokat Palicson, eleinte a klasszikus ókori számokban, majd a listát fokozatosan bővítették. Így sor került versenyekre gyaloglásban, kerékpározásban, birkózásban, vívásban, teniszezésben és más sportágakban. 
A versenyek “olimpiai” szellemben , több száz nemzetközi résztvevővel zajlottak, és palicsi olimpiai játékok néven lettek ismertek, évekkel a Pierre de Coubertin báró ihlette sikeres olimpiai verseny előtt. Olimpiának már az utókor nevezte el, de előolimpiaként is emlegették. Vermes nyári játékoknak nevezte, és kezdetben három sportágban mérték össze erejüket a sportemberek. A szabadkai Vermes család felépítette a Bagolyvárat a sportolók szállásaként, és a játékok rendszeressé váltak.
1882-ben a műsorba bekerült egy Go as you please verseny, ebben bárki futva vagy gyalogolva tehette meg a Szabadka–Palics közötti távot oda-vissza. A győztesek (ókori mintára) koszorút kaptak, de ezek a vidékre jellemző akácból készültek. 1891-ben Vermes Lajos kerékpárpályát építtetett, a pálya mellé falelátót állíttatott. Magyarországon ez volt az első ilyen pálya, de Európában is csak a harmadik.

## Az alapító

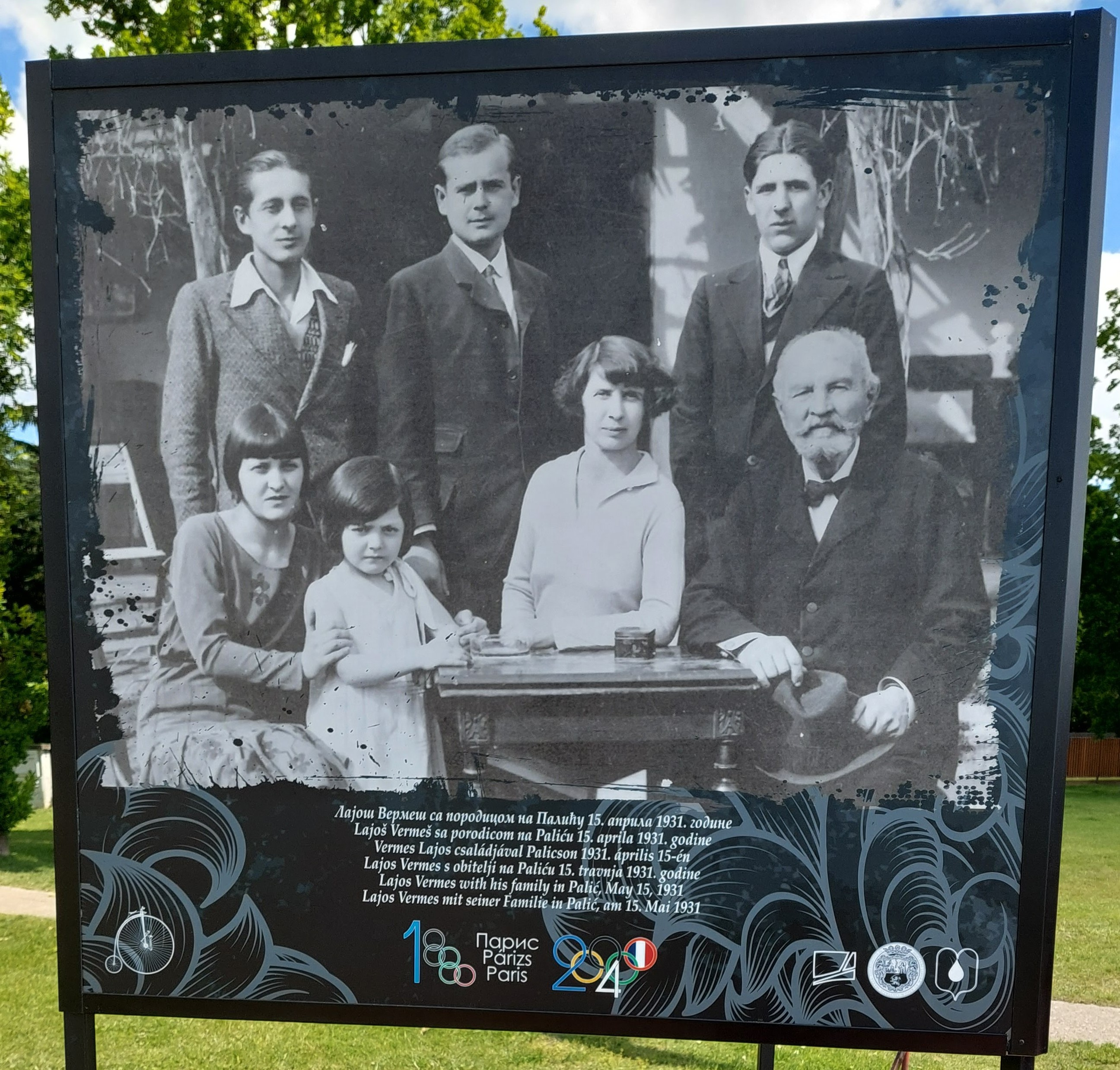
Fénykép a Vermes Lajos sétányon: Vermes Lajos a családja körében.

Maga Vermes Lajos orvosi, majd bölcsésztanulmányokat folytatott a budapesti egyetemen. Több sportágban is tevékeny sportoló volt maga is. Első díját lólengésben szerezte, emellett atletizált, de foglalkozott vívással, ökölvívással és a kerékpársporttal. A sportfotózás fontos alakja.

## A jelen
A mai klub 1989-ben alakult (2007-től a klub neve: Ultramaraton Klub "Paligo/Palus/Palics"), tagjai elsősorban maraton és ultramaraton távokon versenyeznek. Legismertebb versenyzőjük Jánosi Elvira.
A jogelőd A.R.K.  “Achilles/Palics" szervezett már rövidtávú, félmaratoni és maratoni versenyeket. 2007-ben első ízben szervezték meg a 24 órás nemzetközi ultramaratoni versenyt.